# Pseudosympycnus bicolor
Pseudosympycnus bicolor är en tvåvingeart som beskrevs av Robinson 1967. Pseudosympycnus bicolor ingår i släktet Pseudosympycnus och familjen styltflugor. Inga underarter finns listade i Catalogue of Life.